# قبالة (بعدان)

تعديل مصدري - تعديل

قبالة محلة تابعة لقرية الرباعي، التابعة لعزلة ضابي بمديرية بعدان إحدى مديريات محافظة إب في الجمهورية اليمنية، بلغ تعداد سكانها 95 حسب تعداد اليمن لعام 2004.